# Alicja Wolwowicz
Alicja Maria Wolwowicz (ur. 1 maja 1928 w Borysławiu, zm. 9 czerwca 2025 w Sanoku) – polska polonistka, nauczycielka, podharcmistrzyni, działaczka społeczna.

## Życiorys
Urodziła się w 1928 w Borysławiu. Jej ojciec Wiktor (1887–1971) był inżynierem kopalnictwa naftowego, a matka Tekla (1894–1981) nauczycielką. Alicja Wolwowicz urodziła się w Borysławiu, gdzie w tym czasie pracował jej ojciec. Jej braćmi byli Ryszard (1921–2015, harcerz, instruktor ZHP, żołnierz ZWZ-AK, inżynier) i Wiesław (1922-2014, oficer Polskich Sił Zbrojnych).
W rodzinnym mieście Alicja Wolwowicz ukończyła pięć lat szkoły. Podczas II wojny światowej i trwającej okupacji sowieckiej zdała szóstą klasę, po czym udała się do Przysłupia (miejsce pracy ojca) i stamtąd po ataku Niemiec na ZSRR przeniosła się do Rypnego. Egzamin z klasy siódmej zdała w Drohobyczu pod okupacją niemiecką. W lutym 1944 przybyła z rodzicami do Sanoka, początkowo mieszkając u dziadków, a potem we własnym domu na Błoniach. Wówczas podjęła naukę w tamtejszej Publicznej Szkole Gospodarstwa Domowego i Szkole Rzemiosła Dla Krawczyń) działającej w budynku późniejszej plebanii parafii Najświętszego Serca Pana Jezusa naprzeciw kościoła pod tym wezwaniem przy ulicy Kazimierza Lipińskiego), którą ukończyła w lipcu 1944. Od jesieni 1944 uczęszczała do Liceum Ogólnokształcącego w Sanoku, gdzie po trzech latach w 1947 zdała maturę w oddziale matematyczno-fizycznym.
Od 1947 do 1952 studiowała Uniwersytecie Jagiellońskim, uzyskując dyplom magistra filologii polskiej. Po skierowaniu do pracy uczyła w szkołach średnich: w Bielsku-Białej do 1955, a następnie w Czechowicach do 1961. W latach 1961–1984 była etatową nauczycielką języka polskiego w szkole ekonomicznej w Sanoku, a po przejściu na emeryturę z dniem 1 września 1985 prowadziła lekcje nadal w niewielkim wymiarze godzin do 1992. Prowadziła kronikę szkolną ZSE w Sanoku do 1985. Była autorką dwóch rozdziałów w publikacji pt. Księga pamiątkowa Szkół Ekonomicznych w Sanoku 1925–1995. Działała w ZNP, była przewodniczącą Ogniska ZNP w latach 1969-1980 i członkiem Miejskiej Rady Zakładowej ZNP.
Przez trzy lata nauki w Sanoku od 1944 do 1947 należała do harcerstwa, a w grudniu 1947 złożyła przyrzeczenie harcerskie. Została drużynową VI Drużyny Harcerek im. Jana Kasprowicza w Sanoku. Do tej aktywności powróciła na emeryturze. Zaangażowała się w ramach sanockiego hufca, uzyskując tytuł podharcmistrzyni. Została członkiem Komisji Historycznej Hufca Ziemi Sanockiej im. ks. hm. Zdzisława Peszkowskiego w Sanoku. W 1981 została wybrana do składu Komisji Zakładowej Pracowników Oświaty i Wychowania NSZZ „Solidarność”, a po przejściu na emeryturę została kronikarzem i przewodniczącą sekcji emerytów. W wyborach samorządowych 1994 bez powodzenia ubiegała się o mandat radnej Rady Miasta Sanoka startując z listy Unii dla Rozwoju Sanoka. Wstąpiła do założonego w 1990 Klubu Towarzystwa Miłośników Lwowa i Kresów Południowo-Wschodnich w Sanoku, w którym objęła funkcje sekretarki i kronikarki. Została wiceprzewodniczącą Koła Terenowego Stowarzyszenia Przyjaciół Ziemi Drohobyckiej i Borysławskiej w Krośnie.
Zmarła 9 czerwca 2025 w Sanoku. Urna z jej prochami została pochowana w rodzinnym grobowcu na Cmentarzu Centralnym w Sanoku 13 czerwca 2025.

## Odznaczenia i nagrody
Odznaczenia

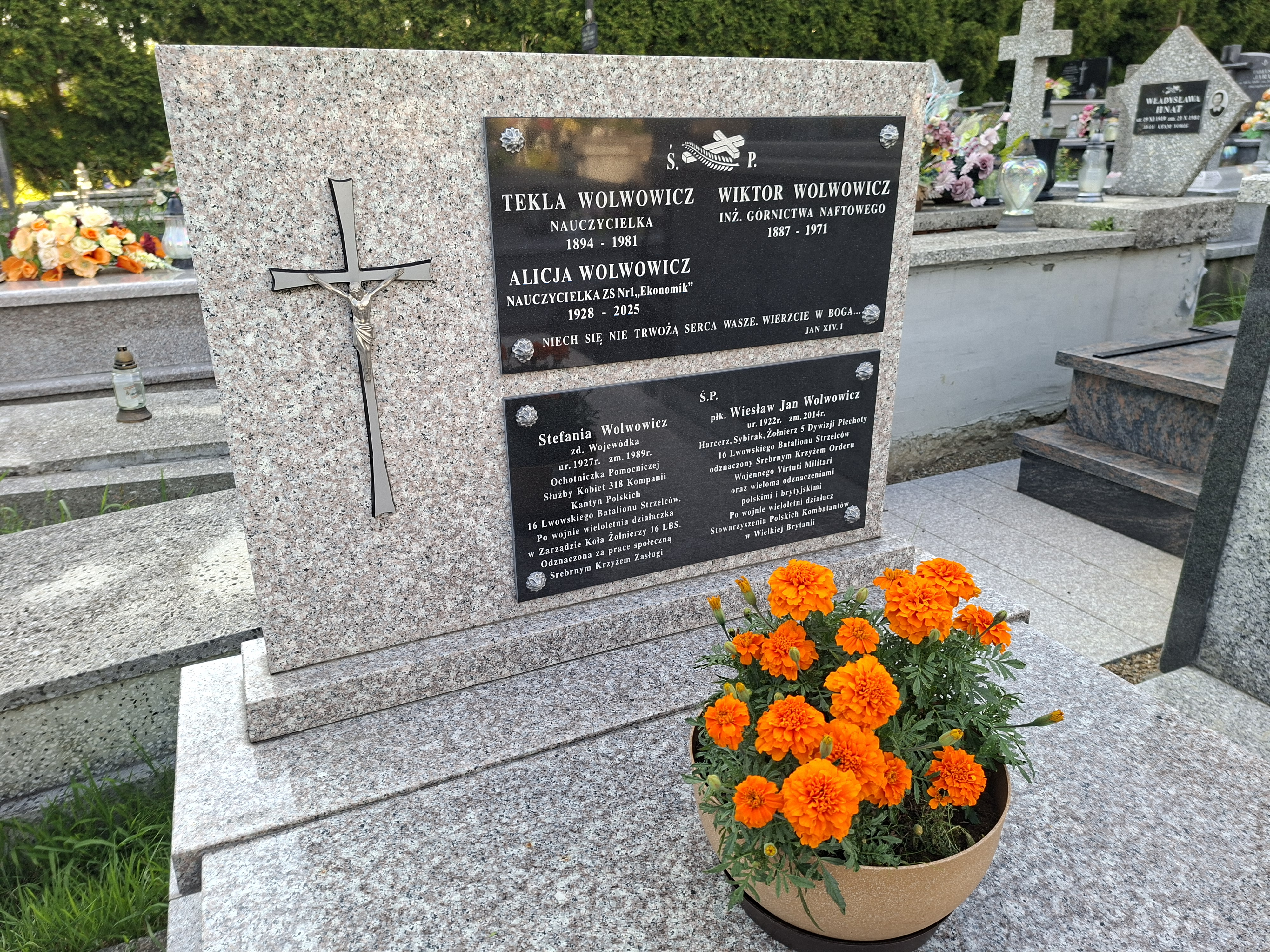
Grobowiec Wolwowiczów

- Krzyż Kawalerski Orderu Odrodzenia Polski (1990)[25][1]
- Złoty Krzyż Zasługi[1]
- Medal Komisji Edukacji Narodowej[1]
- Złota Odznaka ZNP[26][1]
- Srebrny Krzyż „Za Zasługi dla ZHP” (2006)[27]
- Złota Odznaka 85-lecia Harcerstwa w Sanoku (1996)[28]
- Tytuł „Zasłużony dla Regionu Podkarpacia NSZZ Solidarność” (2010)[29]

Nagrody
- Nagroda Kuratora Oświaty i Wychowania[1]
- Nagroda Ministra Oświaty i Wychowania – dwukrotnie[1], w tym I stopnia (1972)[30]
- Nagroda Dyrektora ZSE w Sanoku[1]